# Esa Fadel
Esa Fadel (arab. ‏عيسي ابراهيم•فاضل المقلة‎; ur. w 1968 w Al-Muharraku) – bahrajński pływak, olimpijczyk.
Reprezentował Bahrajn w pływaniu 100 m stylem motylkowym na Letnich Igrzyskach Olimpijskich 1984, które odbyły się w Los Angeles, zajmując 53. miejsce. Jednocześnie odpadł w fazie eliminacji.